# Pia Sundstedt
Pia Ann-Katrine Sundstedt (ur. 2 maja 1975 w Kokkola) – fińska kolarka górska i szosowa, dwukrotna medalistka mistrzostw świata i wielokrotna medalistka mistrzostw Europy w maratonie MTB i trzykrotna zdobywczyni Pucharu Świata w maratonie MTB.

## Kariera
Pierwszy sukces w karierze Pia Sundstedt osiągnęła w 1997 roku, kiedy zwyciężyła w klasyfikacji generalnej włoskiego Giro del Trentino Alto Adige. Wynik ten powtórzyła w 2000 roku, ponadto startując na igrzyskach olimpijskich w Sydney, gdzie zajęła 21. pozycję w wyścigu ze startu wspólnego. W 2005 roku została mistrzynią Europy w maratonie MTB, a w latach 2006 i 2008 była druga. W tym samym czasie wystąpiła na mistrzostwach świata w maratonie MTB w Verviers (2007) i mistrzostwach świata w maratonie MTB w Villabassa (2008), na których to imprezach zdobywała brązowe medale. W pierwszym przypadku Finka uległa tylko Szwajcarka Petra Henzi oraz Niemka Sabine Spitz, a w drugim wyprzedziły ją tylko Norweżka Gunn-Rita Dahle Flesjå i Sabine Spitz. W latach 2011 i 2012 zdobyła kolejne tytuły mistrzyni Europy. Na igrzyskach w Londynie była dwudziesta w szosowym wyścigu ze startu wspólnego i jedenasta w jeździe na czas. Ponadto w sezonach 2006, 2007 i 2008 zwyciężała w klasyfikacji generalnej Pucharu Świata maratonie, a w sezonie 2000 była również druga w klasyfikacji generalnej szosowego Pucharu Świata.